# Littrés körtlar
Littrés körtlar (efter Alexis Littré) är exokrina körtlar som sitter som förgreningar på insidan av urinröret hos däggdjurshanar. Körtlarna skapar ett slem som skyddar epitelcellerna i urinröret från urinen och finns i störst utsträckning i delen av urinröret inuti penisen (pars penis).